# Tlustice stromkovitá

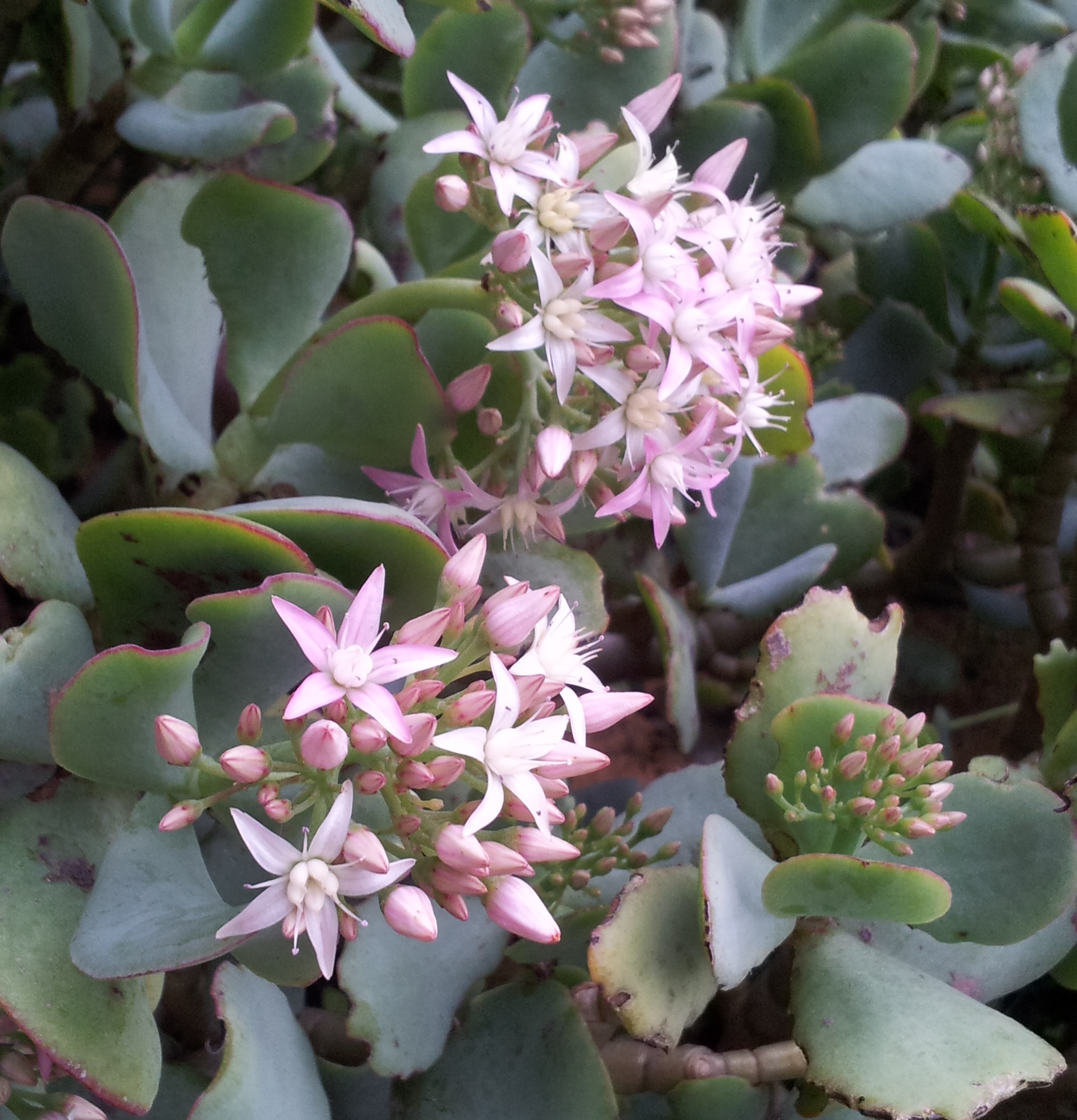
Květy tlustice stromkovité

Tlustice stromkovitá (Crassula arborescens) je subtropická tučnolistá rostlina rostoucí jako keř nebo malý strom, druh rozsáhlého rodu tlustice. Ve středoevropských podmínkách je nejvíce známa jako interiérová bylina uzpůsobený pro růst v suchém a celoročně teplém prostředí.

## Výskyt
Rostlina pochází z Paleotropické a Kapské floristické oblasti v Jižní Africe, kde roste v dobře odvodněných a na živiny chudých půdách na pískovcových a břidlicových podložích. Vyskytuje se na velkých plochách, hlavně na kopcích a již méně v údolích, vždy ale na slunných stanovištích.

## Ekologie
Je přizpůsobená prostředí s teplým a suchým podnebím, kde prší jen minimálně a intenzívně svítí slunce. Má ojíněné listy s voskovým povlakem odrážející sluneční záření a pro snížení světelné expozice jsou listy lehce vzpřímené. Kořeny má rozprostřeny plytce, to aby zachytily vláhu i z krátkého deště či rosy.
Listy nebo mladé větvičky mají schopnost, po odlomení a dopadu na substrát, snadno zakořenit. Takto se okolí původně jen několika rostlin postupně silně zahušťuje a rostliny sestupují ze svahů i do údolí.

## Popis
Ve své domovině roste tento sukulent jako keř nebo nevysoký a silně větvený strom s hrubým kmenem, tlustými větvemi a plytkými kořeny. Roste jen zvolna, dorůstá do výšky 2 metrů a má šedě zelenou kůru, na které jsou patrné jizvy po opadaných starších listech. Listy jsou hrubé a masité, šedě ojíněné, slunci vystavené mají načervenalé okraje a bílé tečky; vyrůstají křižmostojně a bývají přisedlé nebo krátce řapíkaté. Listové čepele jsou obvejčité až okrouhlé, 2 až 4 × 1 až 3 cm velké, bázi mají zúženou, na vrcholu jsou oblé nebo mají ostrou špičku a po obou stranách jsou slabě vypouklé.
Hvězdicovité, oboupohlavné květy vyrůstají v hustých větvených a téměř kulovitých stopkatých hlávkách v květenstvích které převyšují listy. Korunní lístky, dávající květu hvězdičkovitý tvar, mívají barvu bílou, smetanovou, růžovou nebo načervenalou, jsou až 10 mm dlouhé a ostře špičaté. Tyčinky s fialovými prašníky jsou stejně jako čnělky na úrovni nebo vystupují z koruny, opylovány jsou hmyzem slétajícím se za nektarem. Začínají kvést v zimním období, obvykle v prosinci a lednu.
Po opylení dostane okvětí hnědou barvu a poměrně dlouho na rostlině vytrvá. Plody jsou asi 6 mm tobolky se zbytky okvětí, otevírají se podélně a obsahující tři až pět měchýřku s množstvím drobných, větrem rozfoukávaných semen.

## Rozmnožování
Tlustice stromkovitá se nejčastěji rozmnožuje vrcholovými nebo listovými řízky, které se před vysazením nechávají několik dnů zaschnout, rostlinky z vrcholových řízků jsou vzhlednější a rychleji rostou. Může se také rozmnožovat semeny, což je zdlouhavé a náročné.

## Význam
Když se opomine využití tlustice stromkovité africkými .domorodými kmeny, kteří uvařené kořeny jedí a listy používají proti průjmu a epilepsií, je hlavním důvodem pro její pěstování estetický vzhled a potřeba minimální péče. V tropických a subtropických podmínkách se vysazuje v okrasných zahradách skalkového typu. V klimatických pásmech se zimní teplotou klesající k nule se pěstuje jako interiérová, stále zelená, pomalu rostoucí a nenáročná rostlina, která majitele za dva či tři roky nevytlačuje z bytu.

## Pěstování
Rostlina se obvykle pěstuje v propustné směsi zahradní zeminy a hrubého písku či perlitu a díky skromným kořenům v malých květináčích, přesazuje se co dva až tři roky do jen o málo větších. Příliš výživná půda způsobuje nepřirozeně dlouhé přírůstky a proto se jen minimálně hnojí. V létě se na plném slunci zalévá častěji, ale vždy až po vyschnutí půdy. Přes zimní období může zůstat v chladné místnosti při teplotě 8 až 12 °C s minimální zálivkou, nebo se pěstuje při běžné pokojové teplotě s omezeným zaléváním, to aby se rostliny pro nedostatek světla nevytahovaly. Ve středoevropských podmínkách tlustice stromkovitá obvykle nekvete. Nejčastější příčinou její záhuby je hniloba kořenů následkem nadbytečné vláhy.

## Taxonomie
Tlustice stromkovitá ve své domovině vyrůstá ve dvou poddruzích:
- Crassula arborescens Willd. subsp. arborescens – čepele listů jsou téměř okrouhlé až široce vejčité a 2 až 4 × 2 až 3 cm velké
- Crassula arborescens Willd. subsp. undulatifolia – čepele listů jsou eliptické až elipticky obkopinaté, užší než 2 cm, mírně zvlněné a více vztyčené.[1][2]

## Galerie

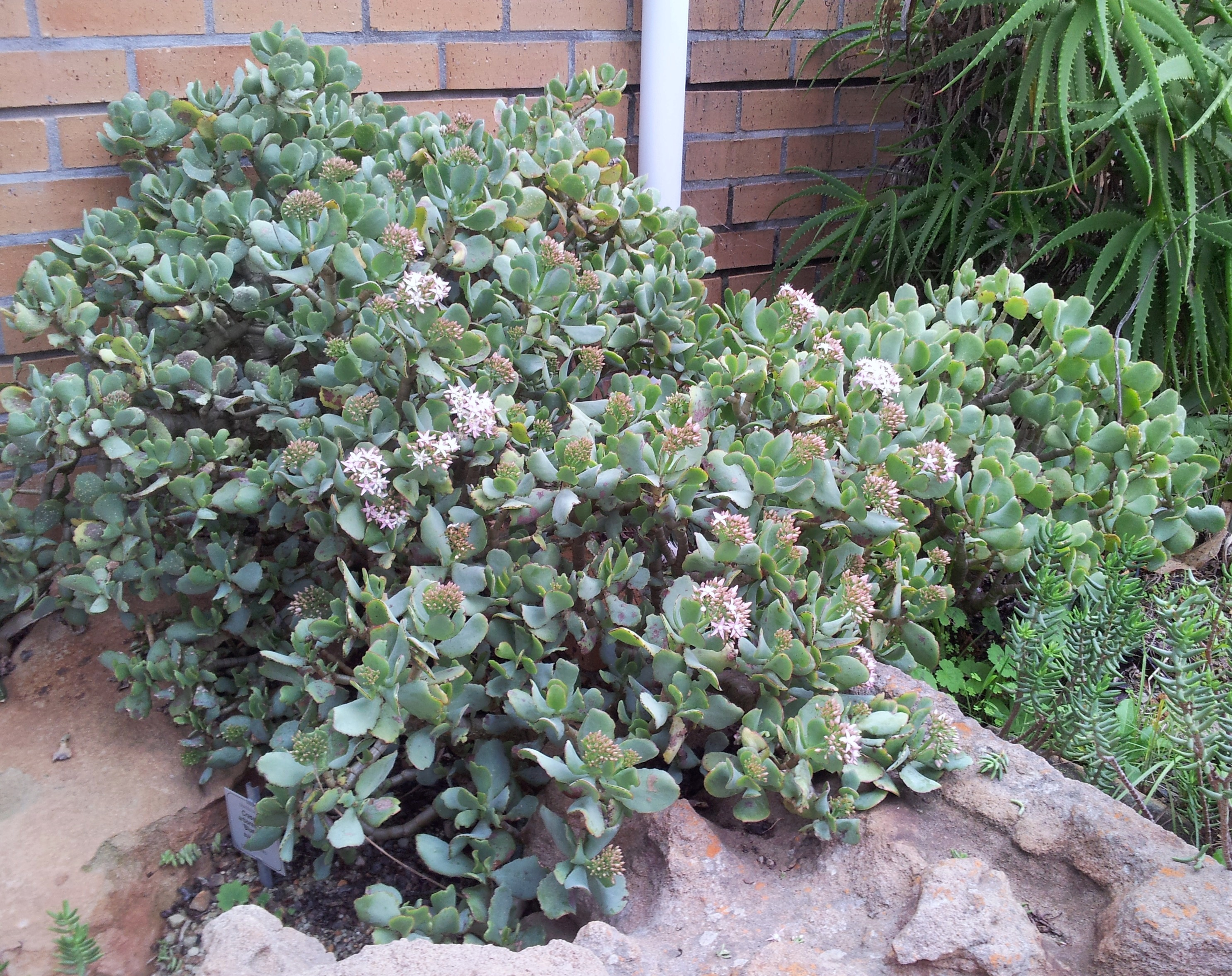
Keřovitá rostlina
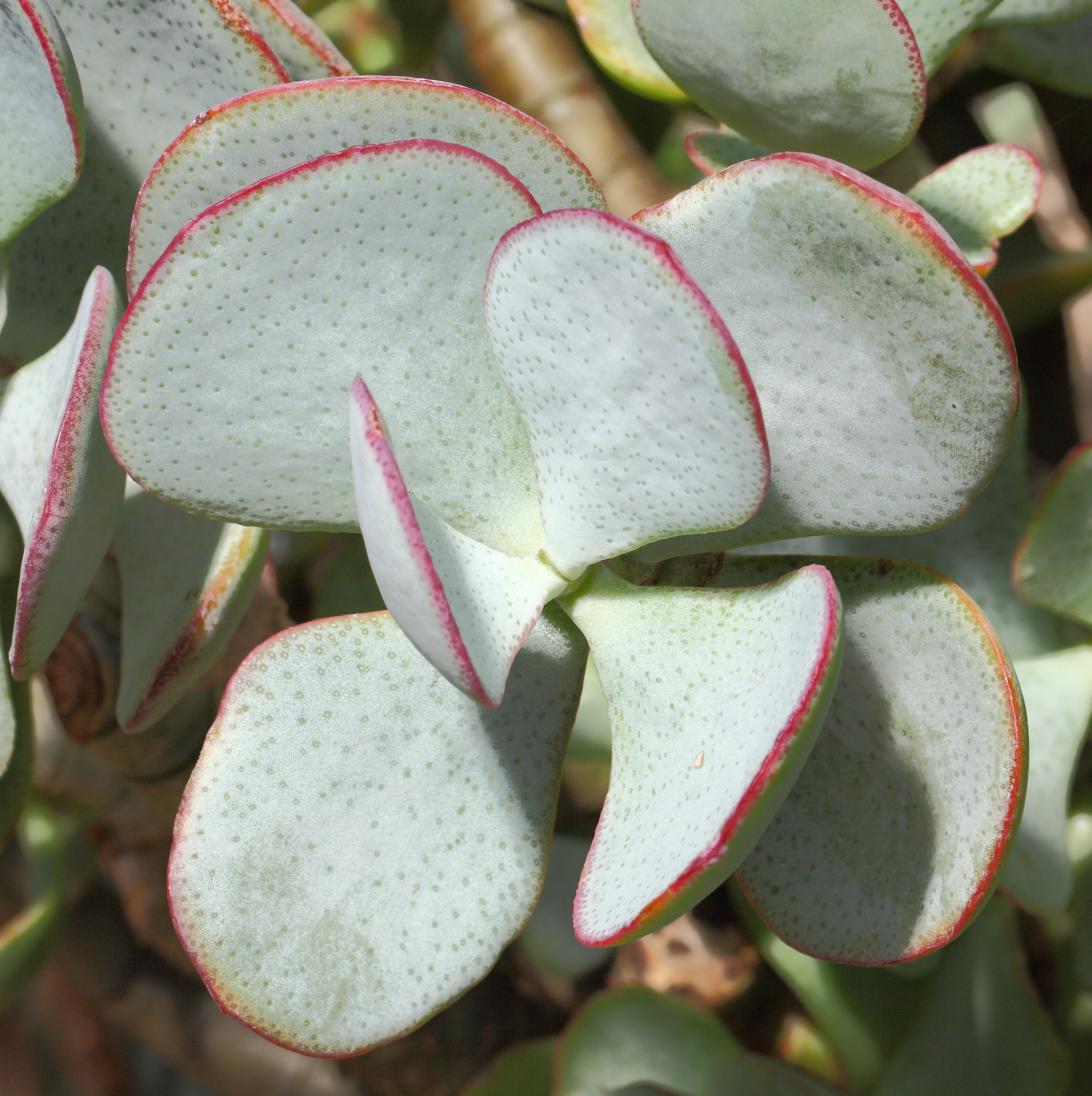
Sluncem vybarvené listy
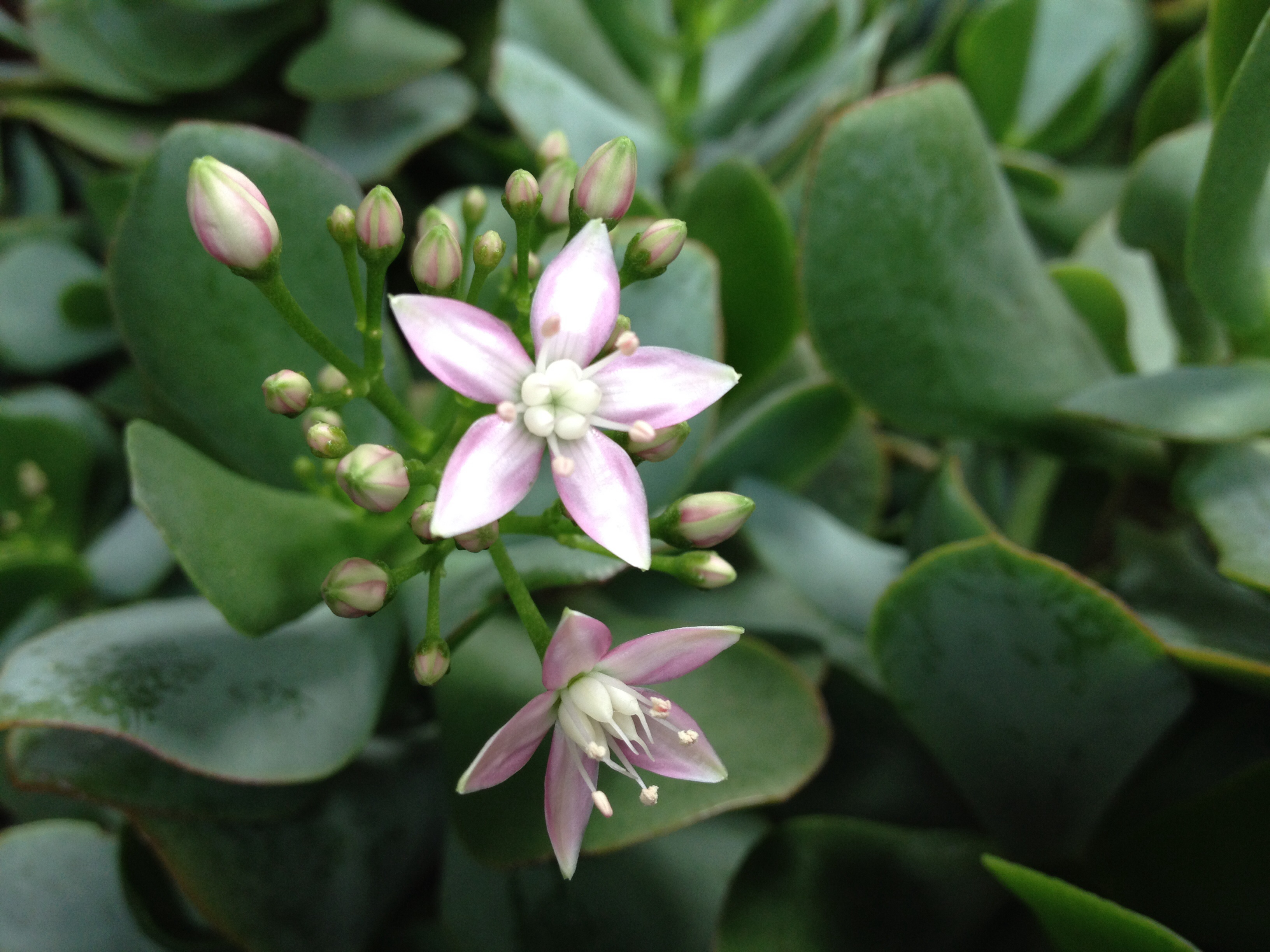
Květ